# Przypadki
Przypadki – czwarty, w największym stopniu autorski album Katarzyny Groniec. Producentem muzycznym płyty jest Piotr Dziubek, autorem słów jest wokalistka, teksty inspirowane są dekalogiem.

## Spis utworów
1. Podobno gdzieś istnieje
2. Będę z Tobą
3. Czas
4. Poniedziałek
5. Mamo
6. Nie zabijaj
7. Cielesna Edukacja
8. Pytania do Ka
9. Nie walcz
10. Internet
11. Tamta Kobieta
12. Code

## Single
- Będę z Tobą
- Poniedziałek

## Sprzedaż
| OLiS - Przypadki |    |    |    |    |    |    |
| Tydzień          | 01 | 02 | 03 | 04 | 05 | 06 |
| Pozycja          | 10 | 16 | 25 | 25 | 40 | 44 |